# Euplexia guttata
Euplexia guttata là một loài bướm đêm trong họ Noctuidae.